# Лядцы (Псковская область)
Лядцы — деревня в Гдовском районе Псковской области России. Входит в состав городского поселения «Гдов» Гдовского района.
Расположена в 12 км к северу от Гдова, на автодороге Гдов — Сланцы (Р60).

## Население
Численность населения деревни по оценке на 2000 год составляет 20 человек, по переписи 2002 года — 24 человека.

## История
До 2005 года деревня входила в состав ныне упразднённой Гдовской волости.